# 上杉政真
上杉 政真（うえすぎ まさざね）は、室町時代後期の武将・守護大名。扇谷上杉家当主。相模国守護。

## 略歴
宝徳3年（1451年）、上杉顕房の子として誕生。享徳4年（1455年）、分倍河原の戦いで父・顕房が戦死すると、重臣の太田道真は政真を当主にしようとしたが、まだ幼かったため先代当主で政真の祖父にあたる持朝が当主に復帰している。
応仁元年（1467年）、祖父の死により家督を相続し、扇谷上杉家を継いだ。この頃までには元服を済ませ、室町幕府8代将軍・足利義政より偏諱を受けて政真と名乗っている。
文明3年（1471年）、古河公方・足利成氏が堀越公方・足利政知のいる伊豆国への侵攻を図った。政真はこれを撃退し、古河城の逆襲に成功、成氏は千葉孝胤を頼って落ち延びた。しかし成氏は反撃に出て文明4年（1472年）に古河城を奪回。文明5年（1473年）、政真は武蔵国児玉郡五十子陣にあった上杉氏の居城を成氏に急襲されて敗れて戦死した。
政真には子がなく、重臣による協議の結果、叔父・定正が家督を継承した。